# マイスター工房八千代
マイスター工房八千代（マイスターこうぼうやちよ）は、兵庫県多可郡多可町八千代区にある特産品販売所。名物「天船巻きずし」で知られる。
2001年の開業当初は赤字だったものの、積極的な宣伝と商品の改良により、黒字化に成功した。施設長の藤原たか子が中心となり、700品目以上に及ぶ多様な商品を開発している。2009年と2010年にはその活動が評価され、複数の賞を受賞している。2023年には東京・銀座に新店舗をオープンさせ、さらなる展開を見せている。
施設は、Aコープと保育園の跡地を改修した建物で、「田舎のコンビニ」として地域に密着したサービスを提供している。女性が運営主体であるため、女性専用の施設も備えている。

## 沿革
マイスター工房八千代の運営グループは、1977年に結成された「乙女会」を前身としている。当時、八千代区では貧血症状が深刻であったため、これを改善する目的で緑黄色野菜の摂取を促進し、家庭菜園を作る活動や食生活の改善に関する研究を行うグループであった。食生活が徐々に改善してからは、地区の女性の収入増を図るべくキク栽培に取り組んでいた。
コープこうべによる組合員向けの保養施設が地区に開設されると、食堂での食事提供を目的に「乙女会」のメンバーが再結成し、「つたの会」を名乗ることとなった。同会は9年間従事した後、自分たちで加工品を製造する場を持つことを望むようになった。
Aコープと保育園の跡地を見た藤原たか子を中心とした「つたの会」のメンバーが八千代町に改修を要望し、2001年10月27日、マイスター工房八千代がオープンした。この際、藤原らが任意団体を設立し、運営を担当することになった。
2001年の開業初年度において、10月から年度末までのおよそ半年で約1000万円の売上を達成した。しかし、開業当初は電気代の支払いにも困窮するほどの赤字であった。しかし、2年目からは黒字化し、2015年の売上は2億7,000円まで伸ばしている。
黒字化を実現するため、マイスター工房八千代では2つの方法をとった。1つは宣伝である。まず、「田舎のコンビニ」というキャッチフレーズを掲げて積極的にPR活動を展開し、マスメディアの取材も複数回受けて話題を集めた。ほかにも、来店客に試食品とお茶を出して感想を聞いたり世間話をしたりして、着実にリピーターを獲得していった。もう1つがメニューの工夫である。藤原の幼少期の思い出の味であった巻き寿司を当初から販売していたが、家庭でもつくれる一般的なものであったため、売上にはつながらなかった。そこで、インパクト重視のものに転換したところ、田舎のコンビニの時以上にマスコミにも取り上げられ、たちまち評判になった。結果として、開店前に整理券を受け取らないと購入できないほどの人気商品となった。さらに、巻き寿司などの商品製造過程で出る端材を利用した商品を「見捨てないシリーズ」として販売した。
2009年には、独自の発想で街づくりや人づくりに取り組む住民団体などを表彰する、あしたのまち・くらしづくり活動賞（あしたの日本を創る協会、読売新聞東京本社など主催）の振興奨励賞を受賞。2010年には施設長の藤原が、内閣府から女性のチャレンジ賞を受賞した。
2023年1月12日、東京・銀座にマイスター工房八千代銀座店をオープンさせた。姫路市にあるまねき食品と合同会社を設立し、看板商品である「天船巻きずし」に加えて、マイスター工房八千代とまねき食品の他の商品も取り扱っている。

## 施設
Aコープと保育園の跡地を改修した施設で、八千代区にある他の都市農村交流施設のようなドイツ風の建築とは外観が異なる。喫茶や簡易郵便局も併設し、「田舎のコンビニ」として地域住民にも根付いた施設となっている。女性組織が運営主体であるため、女性の意見が反映されており、女性専用のエステやマッサージルームまで設けている。

## 商品
マイスター工房八千代の商品を中村 (2019) は大きく分けて、インパクト型と見捨てないシリーズ型に分類している。
商品の種類は700品目にも及ぶが、その開発は基本的にすべて施設長の藤原が行っている。幼少期に父親の事業が失敗した藤原は、遅くまで働く両親に代わって、毎日10円を渡されて食材を買い、晩御飯をつくって兄弟と食べていた。この経験から「工夫する能力」が培われた。また、好奇心旺盛な藤原は、出張先で出会った新たな料理を頻繁に昼食の賄いとしてつくっている。藤原のこうした資質が、さまざまなアイデア商品の開発に活かされている。

### インパクト型
天船巻きずし
マイスター工房八千代の看板商品で、平日でも1,000本以上、休日には1,700本以上が午前中のうちに完売する。30人の女性スタッフが未明から出勤して仕込みの作業をしている。具材は卵焼き、キュウリ、かんぴょう、シイタケ、高野豆腐が巻かれている。キュウリも味にこだわり、四葉キュウリという歯ごたえが良い品種を使用している。成長に時間がかかるうえ、品質にこだわるために土づくりにもこだわらなければならない。そのため、生産者には負担がかかるが、このこだわりに理解を示した地元の農家が栽培を行っている。そのほかの食材も、基本的には地元産のものを使用している。
このほか、10 cm×25 cmほどある鮭の押し寿司、鯖の押し寿司や女性の手のひらサイズほどある「福おとめ」という大福などがある。

### 見捨てないシリーズ型
天船巻きずしに使われるキュウリの大量の端材を活用した商品が数多く考案されている。ヘタの硬い部分は「びっきゅうりジャム」、皮を揚げて甘辛く味付けをした「はたけの野李何（のりか）」、ヘタの部分を揚げてから炊き込んだ「なんだろ煮」などがある。特徴的なネーミングは、インパクトを与えることを意識して藤原が行ったものである。「びっきゅうり」という名前は、キュウリをジャムにするという発想が一般的ではなく、多くの人が驚くだろうという理由から付けられた。「野李何」は、キュウリの皮を海苔のように仕上げたことを名前に反映している。
ほかにも、鮭の押し寿司をつくる際に出た鮭の切れ端とタマネギをマヨネーズで和えた具材の「昔おとめの播都恋（はつこい）巻」や鯖の切れ端を利用した「昔おとめの櫛恋（しつれん）巻」などがある。